# Miquel Samsó
Miquel Samsó (Girona, 1430 - ?, 1507) va ser el trenta-unè president de la Generalitat de Catalunya entre els anys 1470 i 1473. Abat de Sant Salvador de Breda (1470-1507), va fer construir la casa abacial gòtica i la façana de l'església.

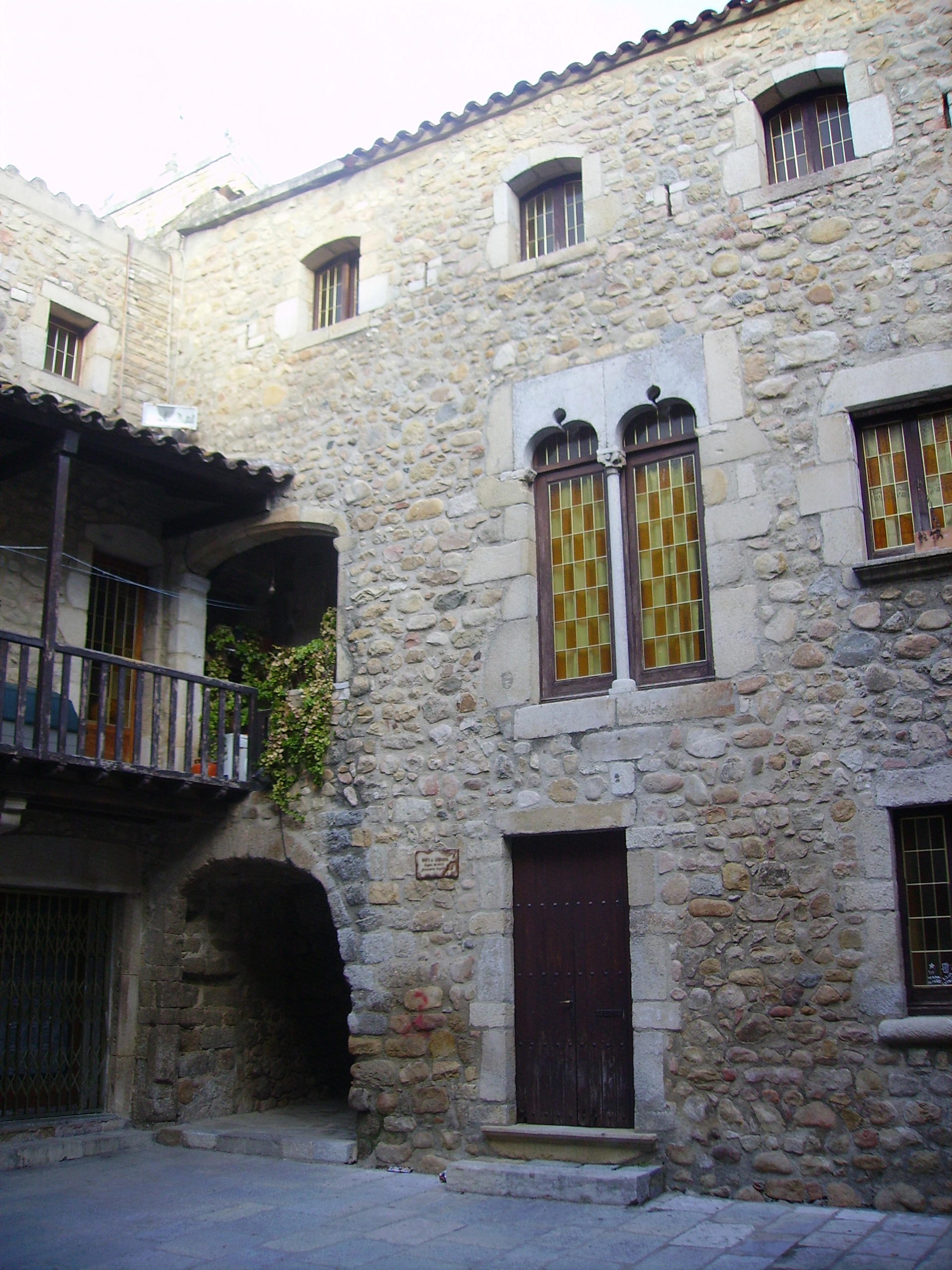
Seu abacial del monestir feta construir per Miquel Samsó

Tant en el conflicte entre Carles de Viana i el seu pare Joan el Gran, com durant la Guerra civil catalana en la que es posicionà al costat del rei, mostrà una ambivalència que li va permetre ser sospitós de defecció i aliat al mateix temps. Per una part, apareix en una llista feta pel Príncep de Viana amb els noms d'aquells que li són poc fidels i han de quedar exclosos d'ocupar càrrecs de diputats i oïdors, però tampoc el rei li feu massa costat i arribà a posar el monestir de Breda en mans del general Armendáriz, si bé al final de la guerra, el mateix rei li retornà a l'abat Miquel Samsó.
Algunes fonts han destacat el paper d'un tal Bernat Samsó en les negociacions de la Capitulació de Pedralbes, que posà fi a la Guerra civil catalana, tot i que d'altres fonts pensen que es pot tractar en realitat de l'abat Samsó. Acabada la guerra, els diputats reialistes com ell es reincorporen a la Generalitat de Catalunya.
Va ser enterrat al monestir de Breda.